# Gonomyia elimata
Gonomyia elimata är en tvåvingeart som beskrevs av Alexander 1957. Gonomyia elimata ingår i släktet Gonomyia och familjen småharkrankar. Inga underarter finns listade i Catalogue of Life.